# ダン・ハーディー

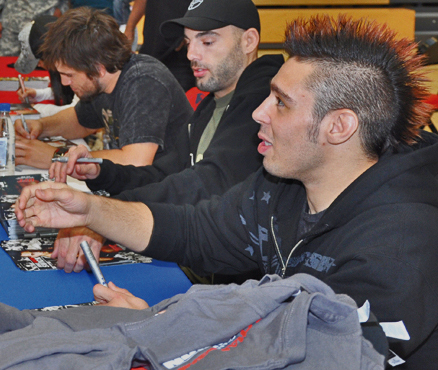
UFCファンエキスポでのハーディー

ダン・ハーディー（Dan Hardy、1982年5月17日 - ）は、イギリスの男性総合格闘家。イングランド・ノッティンガム出身。エクストリーム・クートゥア所属。元CWFCウェルター級王者。元CWFCライトウェルター級王者。
スタンドでの攻防を得意とし、オーソドックスとサウスポーを使い分ける。エディ・ブラボーの弟子であり、三角絞めなどの関節技に対する防御力も高い。CAGE FORCEウェルター級トーナメントでは、日本人選手から勝利を挙げトーナメントの中心人物になった。

## 来歴
2002年から総合格闘技の練習を始め、テコンドーとブラジリアン柔術を学んだ。
2004年6月6日、Extreme Brawlでプロ総合格闘技デビューするも、一本負けに終わる。9月には母国イギリスのCWFC初出場を果たした。
2005年4月8日、CWFCにてアンディ・ウォーカーに1R TKO勝ち。5月21日にはデビッド・バロンと対戦し三角絞めによる一本負け。6月18日、UK Stormに出場しステュワート・バールズをKOで破りUK Stormウェルター級王座を獲得した。10月1日のディエゴ・ゴンザレス戦は最後はノーコンテストとなるが、試合内容は常にバックを取られ劣勢を強いられ負けにも等しい内容であった。11月26日、マット・ソープとのCWFCウェルター級王座決定戦が行われ、2-1の判定勝ちを収め王座獲得に成功した。
2006年3月25日、CWFCで前回決着のつかなかった宿敵ディエゴ・ゴンザレスとのタイトルマッチが組まれる。試合は序盤からゴンザレスの突進力に苦戦するも、2R以降から打撃で反撃し、3R開始直後に左ハイキックをヒットさせカットによるTKO勝利で王座防衛に成功した。6月18日には2H2HでのDEEP出場権を賭けた4人トーナメントにてデビッド・バロンと再戦するも、判定負けを喫した。

### CAGE FORCE
2007年5月27日、CAGE FORCE EX -eastern bound-にて開催されたCAGE FORCEウェルター級王座決定トーナメントにCWFC代表として初来日し、パンクラスの現役王者石毛大蔵と対戦。1Rに左フックでダウンを奪うと、その後もスタンド、寝技共に石毛をし3-0の判定で勝利。9月8日、CAGE FORCE 04の準決勝にて門馬秀貴と対戦。門馬の三角絞めを凌ぎ、タオル投入でTKO勝ち。12月1日、CAGE FORCE 05での決勝では吉田善行と対戦し、金的攻撃により反則負けとなった。試合後、裁定に対し不満を表明した。

### UFC
2008年にはUFCと契約を果たし、10月18日に地元大会のUFC 89で初参戦。郷野聡寛に2-1で判定勝ちを収めた。
2009年11月14日、地元イギリスで開催されたUFC 105でマイク・スウィックと対戦し、3-0の判定勝ちを収めた。
2010年3月27日、UFC 111でUFC世界ウェルター級王者ジョルジュ・サンピエールに挑戦し、0-3の判定負けを喫し王座獲得に失敗した。
2010年10月16日、地元・イングランドで開催されたUFC 120でカーロス・コンディットと対戦し、左フックでKO負けを喫した。
2011年8月14日、UFC Live: Hardy vs. Lytleでクリス・ライトルと対戦し、3ラウンド終盤にギロチンチョークで一本負け。ファイト・オブ・ザ・ナイトを受賞した。
2012年5月26日、UFC 146でドゥエイン・ラドウィックと対戦し、左フックでダウンを奪いグラウンドの肘打ち連打でKO勝ち。2年半振りの勝利となり、ノックアウト・オブ・ザ・ナイトを受賞した。
2013年4月20日のUFC on FOX 7でマット・ブラウンと対戦予定であったが、ウォルフ・パーキンソン・ホワイト症候群と診断されたため欠場。本人曰く動悸や息切れなどの自覚症状はないとの事。
2021年5月、UFCとの契約を解除された。

## 人物・エピソード
- 真っ赤なモヒカンヘアーが特徴的であり、毎回登場するごとに髪型が微妙に変わっている。また赤色は彼のトレードカラーでもあり、トランクスやサポーターも赤色のものを使用している。
- パンク・ロックやヘヴィメタルといったハードコアな音楽を好み、アース・クライシスやマッドボールといったバンドのファンである。
- 引退後はUFCの解説やコメンテーターを長年にわたって務めた。

## 戦績
| 総合格闘技 戦績 | 総合格闘技 戦績 | 総合格闘技 戦績 | 総合格闘技 戦績 | 総合格闘技 戦績 | 総合格闘技 戦績 | 総合格闘技 戦績 |
| --------------- | --------------- | --------------- | --------------- | --------------- | --------------- | --------------- |
| 36 試合         | (T)KO           | 一本            | 判定            | その他          | 引き分け        | 無効試合        |
| 25 勝           | 12              | 4               | 9               | 0               | 0               | 1               |
| 10 敗           | 1               | 4               | 4               | 1               | 0               | 1               |

| 勝敗 | 対戦相手                   | 試合結果                         | 大会名                                                                          | 開催年月日     |
| ○    | アミール・サダロー         | 5分3R終了 判定3-0                | UFC on Fuel TV 5: Struve vs. Miocic                                             | 2012年9月29日  |
| ○    | ドゥエイン・ラドウィック   | 1R 3:51 KO（グラウンドの肘打ち） | UFC 146: dos Santos vs. Mir                                                     | 2012年5月26日  |
| ×    | クリス・ライトル           | 3R 4:16 ギロチンチョーク         | UFC Live: Hardy vs. Lytle                                                       | 2011年8月14日  |
| ×    | アンソニー・ジョンソン     | 5分3R終了 判定0-3                | UFC Fight Night: Nogueira vs. Davis                                             | 2011年3月26日  |
| ×    | カーロス・コンディット     | 1R 4:27 KO（左フック）           | UFC 120: Bisping vs. Akiyama                                                    | 2010年10月16日 |
| ×    | ジョルジュ・サンピエール   | 5分5R終了 判定0-3                | UFC 111: St-Pierre vs. Hardy 【UFC世界ウェルター級タイトルマッチ】              | 2010年3月27日  |
| ○    | マイク・スウィック         | 5分3R終了 判定3-0                | UFC 105: Couture vs. Vera                                                       | 2009年11月14日 |
| ○    | マーカス・デイヴィス       | 5分3R終了 判定2-1                | UFC 99: The Comeback                                                            | 2009年6月13日  |
| ○    | ローリー・マーカム         | 1R 1:09 KO（左フック）           | UFC 95: Sanchez vs. Stevenson                                                   | 2009年2月21日  |
| ○    | 郷野聡寛                   | 5分3R終了 判定2-1                | UFC 89: Bisping vs. Leben                                                       | 2008年10月18日 |
| ○    | ダニエル・ベイケル         | 2R TKO（肘打ち）                 | Ultimate Force: Punishment                                                      | 2008年5月3日   |
| ○    | チャド・レイナー           | 3R 2:21 TKO（パンチ連打）        | Cage Warriors: Enter The Rough House 6 【CWFCウェルター級王座決定戦】           | 2008年4月19日  |
| ○    | マヌエル・ガルシア         | 1R 2:21 ギブアップ（パンチ連打） | Cage Warriors: Enter The Rough House 5 【CWFCライトウェルター級タイトルマッチ】 | 2007年12月8日  |
| ×    | 吉田善行                   | 2R 0:04 反則（ローブロー）       | CAGE FORCE 05 【ウェルター級王座決定トーナメント 決勝】                         | 2007年12月1日  |
| ○    | 門馬秀貴                   | 3R 0:28 TKO（タオル投入）        | CAGE FORCE 04 【ウェルター級王座決定トーナメント 準決勝】                       | 2007年9月8日   |
| ○    | 石毛大蔵                   | 5分3R終了 判定3-0                | CAGE FORCE EX -eastern bound- 【ウェルター級王座決定トーナメント 準々決勝】     | 2007年5月27日  |
| ○    | ウィリー・ニー             | 2R 0:32 フロントチョーク         | Cage Warriors: Enter The Rough House 2 【CWFCライトウェルター級タイトルマッチ】 | 2007年4月28日  |
| ○    | アレッシャンドリ・イジドロ | 3R 4:56 TKO（パンチ連打）        | Cage Warriors: Enter The Rough House 【CWFCライトウェルター級王座決定戦】       | 2006年12月9日  |
| ○    | ダニー・ラシュトン         | 1R終了時 TKO（棄権）             | Cage Warriors: Showdown                                                         | 2006年9月16日  |
| ×    | デビッド・バロン           | 3分2R終了 判定                   | 2H2H: Road to Japan 【1回戦】                                                   | 2006年6月18日  |
| ×    | フォレスト・ペッツ         | 5分5R終了 判定3-0                | Fightfest 2 【CWFCウェルター級タイトルマッチ】                                  | 2006年4月14日  |
| ○    | ディエゴ・ゴンザレス       | 3R 0:19 TKO（ドクターストップ）  | Cage Warriors: Strike Force 5 【CWFCウェルター級タイトルマッチ】                | 2006年3月25日  |
| ○    | マット・ソープ             | 5分5R終了 判定2-1                | Cage Warriors: Strike Force 4 【CWFCウェルター級王座決定戦】                    | 2005年11月26日 |
| －   | ディエゴ・ゴンザレス       | 2R 1:19 無効試合                 | Cage Warriors: Strike Force 3                                                   | 2005年10月1日  |
| ○    | サミ・ベリック             | 5分3R終了 判定3-0                | Cage Warriors: Quest 3                                                          | 2005年9月17日  |
| ○    | ラウターロ・アルボレーロ   | 3R 3:52 TKO（パンチ連打）        | Cage Warriors: Strike Force 2                                                   | 2005年7月16日  |
| ○    | アレッシャンドリ・イジドロ | 5分2R終了 判定3-0                | KOTC: Warzone                                                                   | 2005年6月24日  |
| ○    | ステュワート・バールズ     | 2R 2:44 TKO（パンチ連打）        | UK Storm 【UK Stormウェルター級タイトルマッチ】                                 | 2005年6月18日  |
| ×    | デビッド・バロン           | 2R 3:10 三角絞め                 | Cage Warriors: Strike Force                                                     | 2005年5月21日  |
| ○    | アンディ・ウォーカー       | 1R TKO（パンチ連打）             | Cage Warriors: Quest                                                            | 2005年4月8日   |
| ○    | リー・ドスキー             | 2R ギブアップ（負傷）            | Fight Club UK 1                                                                 | 2005年1月29日  |
| ○    | アーロン・バロウ           | 1R 0:13 TKO（打撃）              | Cage Warriors 9: Xtreme Xmas                                                    | 2004年12月18日 |
| ×    | パット・ヒーリー           | 1R 3:50 フロントチョーク         | Absolute Fighting Championships 10                                              | 2004年10月30日 |
| ○    | アンディ・メリア           | 2R 3:55 ギブアップ（パンチ連打） | Cage Warriors 8: Brutal Force                                                   | 2004年9月18日  |
| ○    | ポール・ジェンキンス       | 5分3R終了 判定2-0                | Full Contact Fight Night 2                                                      | 2004年8月14日  |
| ×    | リー・ドスキー             | 2R 4:59 チョークスリーパー       | Extreme Brawl 7                                                                 | 2004年6月6日   |

## 獲得タイトル
- UK Stormウェルター級王座（2005年）
- 第3代CWFCウェルター級王座（2005年）
- 初代CWFCライトウェルター級王座（2006年）
- 第5代CWFCウェルター級王座（2008年）

## 表彰
- ブラジリアン柔術 茶帯
- テコンドー 黒帯
- UFC ファイト・オブ・ザ・ナイト（1回）
- UFC ノックアウト・オブ・ザ・ナイト（1回）